# مراحل رشد روانی-اجتماعی اریکسون
مراحل رشد روانی-اجتماعی اریکسون که در نیمه دوم قرن بیستم توسط اریک اریکسون با همکاری جون اریکسون مطرح شد، یک نظریه روان‌کاوانه جامع است که یک سری هشت مرحله‌ای را مشخص می‌کند که یک فرد در حال رشد سالم باید از نوزادی تا اواخر بزرگسالی پشت سر بگذارد. طبق نظریه اریکسون نتایج حاصل از هر مرحله، مثبت یا منفی، بر نتایج مراحل بعدی تأثیر می‌گذارند. اریکسون در حدود دهه ۱۹۵۰ کتابی به نام کودکی و جامعه منتشر کرد که تحقیقات وی در مورد هشت مرحله رشد روانی-اجتماعی را به خوبی نشان داد. اریکسون در ابتدا تحت تأثیر مراحل رشد روانی-جنسی زیگموند فروید قرار گرفت. او بالاخص با کار با نظریه‌های فروید شروع به فعالیت کرد. با این حال، همینکه او شروع به بررسی بیشتر جزئیات رشد زیست‌روانی-اجتماعی و اینکه چگونه دیگر عوامل محیطی روی رشد انسان تأثیر می‌گذارند، کرد، به سرعت فرای نظریه‌های فروید پیش رفت و ایده‌های خود را شکل داد.
نظریه مراحل اریکسون فردی را توصیف می‌کند که از ابتدا تا انتهای هشت مرحله زندگی به عنوان کارکردی از کنار آمدن با نیروهای بیولوژیکی و فرهنگی-اجتماعی او پیش می‌رود. این دو نیروی متضاد هرکدام بحرانی روانی-اجتماعی دارند که این هشت مرحله را مشخص می‌کند. اگر فردی به راستی با موفقیت این نیروها را (به نفع اولین مختصه ذکرشده در بحران) با یکدیگر وفق دهد، او با فضیلت مربوطه از مرحله بیرون می‌آید. مثلاً اگر نوزادی وارد مرحله نوپایی (خودمختاری در برابر شرم و شک) با اعتماد بیشتری از بی‌اعتمادی شود، فضیلت امید را با خود به مراحل بعدی زندگی می‌برد. چالش‌های مراحلی که با موفقیت طی نشده‌اند، ممکن است که انتظار برود که به شکل مشکل در آینده بازگردند. گرچه، چیرگی بر یک مرحله لازمه رفتن به مرحله بعدی نیست. در یک پژوهش، اشخاص رشد چشمگیری در نتیجه فعالیت‌های سازمان‌یافته نشان دادند.

## مراحل
| سن تقریبی                      | فضایل   | بحران روانی-اجتماعی        | رابطه مهم         | سوال وجودی                                   | رویدادها                               |
| ------------------------------ | ------- | -------------------------- | ----------------- | -------------------------------------------- | -------------------------------------- |
| نوزادی زیر ۲ سال               | امید    | اعتماد در برابر بی‌اعتمادی  | مادر              | می‌توانم به دنیا اعتماد کنم؟                  | غذا دادن، ترک کردن                     |
| نوپایی ۲–۳ سال                 | اراده   | خودمختاری در برابر شرم/شک  | والدین            | اشکالی ندارد که من باشم؟                     | تربیت توالت رفتن، پوشیدن لباس خود      |
| اوایل کودکی ۳–۶ سال            | هدف     | ابتکار در برابر احساس گناه | خانواده           | انجام دادن، حرکت و عمل کردن من اشکالی ندارد؟ | کاوش کردن، استفاده از ابزار یا خلق هنر |
| اواسط کودکی ۷–۱۲ سال           | شایستگی | کوشایی در برابر حقارت      | همسایه‌ها، مدرسه   | می‌توانم در دنیای افراد و اشیا موفق باشم؟     | مدرسه، ورزش                            |
| نوجوانی ۱۳–۱۹ سال              | وفاداری | هویت در برابر سردرگمی نقش  | همسالان، الگو     | من چه کسی هستم؟ من چه کسی می‌توانم باشم؟      | روابط اجتماعی                          |
| اوایل بزرگسالی ۲۰–۳۹ سال       | عشق     | صمیمیت در برابر انزوا      | دوستان، شریک جنسی | می‌توانم عشق بورزم؟                           | روابط عاشقانه                          |
| اواسط بزرگسالی ۴۰–۵۹ سال       | مراقبت  | زایایی در برابر بی‌حاصلی    | خانواده، همکاران  | می‌توانم در زندگی برای دیگران مفید باشم؟      | کار، پدری یا مادری                     |
| اواخر بزرگسالی ۶۰ سال و بالاتر | خرد     | شرافت نفس در برابر ناامیدی | نوع بشر، نوع من   | این که من بوده‌ام، اشکالی ندارد؟              | تأمل درباره زندگی                      |